# آله‌نوا، آلاسکا
آله‌نوا (به انگلیسی: Aleneva) شهری در بخش کودیاک آیلند، آلاسکا ایالت آلاسکا است که جمعیّت آن در سرشماری سال ۲۰۰۰ میلادی ۶۸ نفر بوده‌است.